# Mafdet
U ranoj egipatskoj mitologiji, Mafdet je prikazana kao žena gepardove glave. Drugo joj je ime Maftet. Ime joj znači "ona koja brzo trči". Već u prvoj dinastiji, u Starom kraljevstvu, ona je prisutna u panteonu Egipćana. Kasnije su ju zasjenile Bastet i Sekhmet.

## Karakteristike
Mafdet je personifikacija pravne pravde, odnosno, izvršenja. Ovako je ona također povezana sa zaštitom kraljevih odaja i drugim svetim mjestima, također i sa zaštitom protiv otrovnih životinja, koje su viđene kao prijestupnici protiv Ma'at, božice istine i reda. Mafdet predstavlja mačku, geparda, a ubija zmije i škorpione, životinje koje su opasne zbog otrovnih rana.
Tako je Mafdet dobila naslov "ubojica zmija". U umjetnosti je viđena kao žena gepardove glave, ponekad s pletenicom. Ponekad čak nosi i kosu od zmija, slično grčkoj Meduzi. Mafdet štiti ljude, a prisutna je i pri mumificiranju. Tijekom tog postupka, dok bi svećenik s maskom šakala izgovarao čarolije, na uglovima stola su bile postavljene Mafdetine glave. Također, Mafdet sudi ljudima u Duatu, Ozirisovu carstvu.

## Vanjske poveznice
- Mafdet: The Pharaoh's Protector  Arhivirana inačica izvorne stranice od 8. kolovoza 2009. (Wayback Machine)